# Nombre de Thàbit
En teoria dels nombres, un nombre de Thàbit (també anomenat nombre de Thàbit ibn Qurra o nombre 321) és un nombre enter de la forma {\displaystyle 3\cdot 2^{n}-1} per tot n nombre enter positiu. Els primers nombres de Thabit són:
2, 5, 11, 23, 47, 95, 191, 383, 767, 1535, 3071, 6143, 12287, 24575, 49151, 98303, 196607, 393215, 786431, 1572863, ...
El matemàtic, astrònom i traductor àrab del segle IX Thàbit ibn Qurra va ser el primer a estudiar aquests nombres i la seva relació amb els nombres amics.

## Propietats
La representació binària dels nombres de Thàbit d'ordre n (3·2n - 1) té n+2 dígits que són els que formen en un 10 seguit de n 1s.
Els primers nombres de Thàbit primers (també coneguts com a primers 321) són:
2, 5, 11, 23, 47, 191, 383, 6143, 786431, 51539607551, 824633720831, ...
A data d'abril de 2008, els valors coneguts de n pels quals s'obtenien nombres de Thàbit primers són:
0, 1, 2, 3, 4, 6, 7, 11, 18, 34, 38, 43, 47, 55, 64, 76, 94, 103, 143, 206, 216, 306, 324, 391, 458, 470, 827, 1274, 3276, 4204, 5134, 7559, 12676, 14898, 18123, 18819, 25690, 26459, 41628, 51387, 71783, 80330, 85687, 88171, 97063, 123630, 155930, 164987, 234760, 414840, 584995, 702038, 727699, 992700, 1201046, 1232255, 2312734, 3136255
Els nombres primers de Thàbit amb n≥234760 van ser trobats pel projecte 321 de l'aplicació distribuïda. El més gran d'aquests, 3·24235414−1, té 1274988 dígits, i va ser trobat per Dylan Bennett l'abril de 2008. L'antic rècord era 3·23136255−1 amb 944108 dígits, trobat per Paul Underwood el març de 2007.
El 2008, Primegrid va prendre la recerca dels nombres primers de Thàbit. Encara actualment n'està buscant, i ha trobat nombres primers de Thàbit pels següents valors de n:
4235414, 6090515
El nombre primer de Thàbit més gran conegut és el 3·211484018−1 (amb n=11484018) i té 3457034 dígits.
Primegrid també busca nombres primers de la forma 3·2n+1. En particular, són primers pels valors coneguts de n:
2291610, 5082306, 7033641

## Relació amb els nombres amics
Segons va derivar Thàbit ibn Qurra cap a l'any 850, siguin {\displaystyle p,q,} i {\displaystyle r} nombres primers definits per:
{\displaystyle p=3\cdot 2^{n-1}-1}
{\displaystyle q=3\cdot 2^{n}-1}
{\displaystyle r=9\cdot 2^{2n-1}-1}
amb n>1 és un enter qualsevol, llavors, 2npq i 2nr són una parella de nombres amics. Cal notar que aquesta fórmula permet generar nombres amics, però no tots els nombres amics. Per exemple, ens proporciona les parelles (220, 284), (17.296, 18.416) i (9.363.584, 9.437.056), però no la parella (6.232, 6.368).
Els únics nombres n que satisfan aquestes condicions són el 2, el 4 i el 7, amb els corresponents nombres de Thàbit 11, 47 i 383.